# Bergkirchen
Bergkirchen is een gemeente in de Duitse deelstaat Beieren, en maakt deel uit van het Landkreis Dachau.
Bergkirchen telt 7.753 inwoners.